# Naevus
Naevus is in het Latijn synoniem voor moedervlek, maar in de dermatologie is een moedervlek slechts een van de vele typen naevi. Er moet dus eigenlijk steeds worden aangegeven welk type naevus bedoeld wordt. 
Moedervlek (naevus naevocellularis) is het meest voorkomende type naevus. Het is te beschouwen als een goedaardig gezwel, bestaande uit naevuscellen, en ontstaat meestal gedurende het leven. 
De meeste andere typen naevi zijn hamartomen. Een hamartoom is ook een goedaardig gezwel, echter (anders dan naevus naevocellularis):
- met normaal ogend weefsel (echter te veel voor de locatie),
- als aanlegstoornis (dus bij geboorte aanwezig),
- en bestaande uit meerdere celtypen (hoewel vaak één celtype dominant is).

## Soorten naevi
- Epidermale naevi (opgebouwd uit keratinocyten):
  - Inflammatory linear verrucous epidermal nevus: bepaald type epidermale naevus, die (zoals de naam zegt) streepvormig, wratachtig en roodverkleurd is.
  - Naevus sebaceus: talgklierweefsel.
  - Naevus comedonicus: comedonen (met keratine gevulde haarfollikels).
  - Woolly-hair nevus: een plek in haar met krullend haar, terwijl het overige haar steil is.

- Gepigmenteerde naevi (naevuscellen of melanocyten):
  - Naevus naevocellularis: gewone moedervlek.
  - Naevus van Ota: grijsblauwe verkleuring in het gezicht, door een ophoping van dermaal gelegen melanocyten.
  - Naevus van Ito: grijsblauwe verkleuring op de schouder, door een ophoping van dermaal gelegen melanocyten.
  - Naevus van Becker: gepigmenteerde plek op de schouder, soms met toename van melanocyten, en vaak toename van gladde spiercellen en haren.
  - Halonaevus= naevus van Sutton: moedervlek waar een ontkleurde, gedepigmenteerde rand omheen ontstaat.
  - Naevus spilus= speckled lentiginous nevus: lichtbruine vlek waarin donkere bruine punten ontstaan.
  - Tierfellnaevus= congenital nevomelanocytic nevus= congenital hairy nevus: aangeboren behaarde naevus naevocellularis
  - Blauwe naevus= Naevus caeruleus: blauwgekleurde naevus naevocellularis, doordat de dermaal gelegen cellen pigment maken.
  - Spitznaevus: een speciaal type naevus bij kinderen met spoelvormige naevuscellen, die voornamelijk histologisch sterk op een melanoom kan lijken.

- Vaatafwijkingen:
  - Naevus araneus= een rode laesie bestaande uit zichtbare bloedvaatjes die uit één punt lijken te komen.
  - Naevus flammeus= wijnvlek, bestaat uit haarvaten (egaal rood)
  - Naevus teleangiectaticus: bestaat uit kleine, maar afzonderlijk zichtbare vaatjes (teleangiëctasie)
  - Naevus van Unna= ooievaarsbeet: een egaal rode, onregelmatig gevormde vlek in de hals, en bij baby's vaak ook op het voorhoofd, ('waar de ooievaar het kind heeft vastgehouden bij het brengen'). De vlek op het voorhoofd verdwijnt altijd, die in de nek vrijwel altijd bij ouder worden.
  - Naevus anaemicus: bleek huidgebied (minder haarvaten).

- Bindweefselnaevi: 
  - Naevus elasticus: toegenomen elastine-vezels in de lederhuid.
  - Naevus lipomatosus: een ophoping van vetweefsel in de lederhuid.

### Subgroepen binnen naevus naevocellularis
Binnen de groep naevus naevocellularis worden allerlei (deels overlappende) subgroepen onderscheiden:
- - Naevus papillomatosus: wratachtig verheven naevus naevocellularis.
  - Naevus (naevocellularis) pilosus: met haren.
  - Naevus congenitus: naevus naevocellularis die al bij geboorte aanwezig is.
  - Grensvlaknaevus= junction naevus: ophoping van naevuscellen in de basale laag van de opperhuid.
  - Naevus dermalis: ophoping van naevuscellen in de lederhuid.
  - Gecombineerde naevus: een naevus met zowel een grensvlak- als een dermale component.
  - Atypische naevus: een naevus die klinisch (met het blote oog kijkend) afwijkende kenmerken heeft (dus aan melanoom doet denken).
  - Dysplastische naevus: een naevus die histologisch afwijkende kenmerken heeft (bv. atypische cellen of afwijkende opbouw)

## Syndromen met naevi
Er bestaan allerlei syndromen met de term naevus in de naam, bijvoorbeeld:
- Familiair dysplastisch naevus syndroom (verouderde term) = familial atypical mole melanoma syndrome (FAMM): erfelijke aandoening met vele atypische naevi naevocellulares en grote kans op melanoom.
- Basaalcelnaevussyndroom (BCNS) = Syndroom van Gorlin-Goltz: erfelijke syndroom met basaalcelcarcinomen.
- Blue rubber bleb nevussyndroom: erfelijk syndroom met aangeboren, naevusachtige vaatmalformaties.